# Sovetia Esperantista Junulara Movado
A Sovetia Esperantista Junulara Movado (SEJM) (magyar: Szovjet Ifjúsági Eszperantó Mozgalom , orosz: Савецкі эспэрантысцкі моладзевы рух) A Szovjet Ifjúsági Eszperantó  Mozgalom (SEJM) egy ifjúsági eszperantó civil szervezet, amely 1966 óta működött a Szovjetunióban.

## Bemutatása
1964-ben, a 49. Eszperantó Világkongresszuson az Eszperantó Ifjúsági Világszervezet (TEJO) akkori elnöke, Humphrey Tonkin azt javasolta Anatolij Goncharovnak, hogy fontolja meg egy eszperantista ifjúsági szervezet létrehozását a Szovjetunióban. Egy ilyen szervezet hivatalos létrehozása lehetetlen volt, a nem hivatalos működés pedig veszélyes lett volna, ezért Anatolij Goncharov azt találta ki, hogy a szervezetet úgy nevezze el, hogy az ne látszódjon szervezetnek. 1964-1965 telén Anatolij 12 fiatal eszperantistával megbeszélte, hogy hozzanak létre egy szervezett ifjúsági mozgalmat. Ötletét 9 ember támogatta, akikkel Anatolij  összegyűjtötte a többi fiatal eszperantistát a Szovjetunióban. Anatolij létrehozta a Juna Esperantisto hírlevelet, amelyet maga készített cigarettapapírra, és tartalmát legtöbbször a hozzá, valamint a központba érkező levelekből állította össze. 
Moszkvában, a Mokhovaya utca 8. szám alatt (korábban Marks Avenue, 17/19.), az Orosz Állami Könyvtárral szemben található egy kis ukrán étterem, a Taras Bulba. 1965. december 16-án azon a helyen (ami egy szerény kávézó volt) az akkor még fiatal Vlagyimir Samodaj és Borisz Kolker egy csésze kávé mellett megvitatták Anatolij Goncharov ötletét, és úgy döntöttek, hogy a triónak meg kell alapítania az eszperantisták ifjúsági szervezetét. V. Samoda javaslata alapján az új szervezet a SEJM (Szovjet Ifjúsági Eszperantó  Mozgalom) nevet kapta.
Tehát a SEJM 1965-ben indult aktivista kollektíva formában, de szervezetként 1966-ban alakult meg. 1966. július 16. és 18. között Kolomna (Moszkva régió) közelében ifjúsági tábort szerveztek, amely a SEJM alapító (nulladik) konferenciájának tekinthető. A Jefim Zajdman által szervezett tábor ideje alatt a SEJM Igazgatósága és aktivistái értekezletet tartottak. 
A SEJM tizenhárom évig koordinálta és hozta létre az eszperantó klubokat, különösen az ifjúsági klubok sokrétű tevékenységét szervezte. Legnagyobb érdeme a tömeges SEJToj-ok (Szovjet Eszperantó Ifjúsági Táborok) rendszeres szervezése volt gazdag programokkal és SEJM Konferenciákkal. A Szovjet Eszperantisták Szövetségének (ASE) létrehozásával összefüggésben 1979. március 14-e után a SEJM feloszlott, de informális tevékenysége még három évig folytatódott.
Kilenc évvel a SEJM felbomlása után, 1988-ban, a Szovjetunió peresztrojka idején egy új ifjúsági eszperantó egyesület jelent meg, amely szintén a SEJM (SEJM-2) nevet vette fel. 1990-ben a kubai Internacia Junulara Kongreso (IJK) idején a SEJM-2 csatlakozott a TEJO-hoz, 1995-ben pedig már az 51. IJK házigazdája volt Szerovóban (Szentpétervár).

## Fordítás
- Ez a szócikk részben vagy egészben  a   Sovetia Esperantista Junulara Movado című eszperantó Wikipédia-szócikk ezen változatának fordításán alapul.  Az eredeti cikk szerkesztőit annak laptörténete sorolja fel. Ez a jelzés csupán a megfogalmazás eredetét és a szerzői jogokat jelzi, nem szolgál a cikkben szereplő információk forrásmegjelöléseként.